# Othelais flavovariegata
Othelais flavovariegata là một loài bọ cánh cứng trong họ Cerambycidae.